# Dasylobus gestroi
Dasylobus gestroi is een hooiwagen uit de familie echte hooiwagens (Phalangiidae).